# Alain Abbott
Alain Abbott (* 15. September 1938 in Lille) ist ein französischer Akkordeonspieler und Komponist.

## Biographie
Abbott studierte am Conservatoire de Paris und gewann 1968 mit der Kantate Folie et mort d’Ophélie nach William Shakespeare den zweiten Second Grand Prix de Rome.
Bereits 1959 führte er auf dem wenige Jahre zuvor von Pierre Monichon erfundenen Harmonéon (oder Accordéon de concert), begleitet von der Pianistin Jacqueline Medinger, Kompositionen von Bach auf. 1970 gründete er die Union pour la Promotion de l’Accordéon de Concert. Sein Einsatz und der von Musikern wie  Frédéric Guérouet, Myriam Bonnin und Christiane Bonnay für das Instrument führte dazu, dass es sich in Frankreich als Instrument für klassische Musik durchsetzen konnte. Das französische Kultusministerium führte 1986 den Akkordeonunterricht an den Musikschulen ein.
Abbott unterrichtete Akkordeon an der Universite Musicale Internationale de Paris, an der Ecole normale de musique de Paris, am Conservatoire Européen und am Lycée Michelet de Vanves. Er schrieb eine zweibändige Méthode complète d’accordéon classique und verfasste zahlreiche Originalkompositionen, Transkriptionen und Lehrwerke für das Instrument. Daneben entstanden aber auch vor allem kammermusikalische Werke für andere Instrumente.

## Werke
- Covalences für Flöte und Vibraphon
- Poème für Saxophonquartett, 1971
- Proslambanomenos für Ondes Martenot solo, 1971
- 4 Minisuites für Block- oder Querflöte und Klavier, 1972
- Hommage à Copernic, 5 Inventionen für zwei Ondes Martenot und Perkussion, 1973
- Prélude n° 1 und n° 2, für Blockflöte oder Oboe und Gitarre oder Klavier und Cello ad lib., 1973
- Fusions für Kontrabass und Klavier, 1974
- Le Cluster bien tempéré für Klavier, 1982
- Choral dans le style de Bach für fünf verschiedene Instrumente
- Les nombres invisibles für Orchester

### Werke für Akkordeon
- 8 Préludes für zwei Accordéons de concert
- Hommage à Ludwig für Akkordeon
- Les petites tableaux d’une exposition für Akkordeon
- Toccata pour accordéon de concert
- Pour Fabrice, 12 pièces pouvant s’enchaîner
- Musique für Akkordeon und Streichorchester
- 2e Esquisse für Akkordeon und Perkussion
- Concertino romantique für Akkordeon oder Klavier und Orchester
- Electrique II für Akkordeon, Vibraphon und elektrische Gitarre

### Lehrwerke für Akkordeon
- Cours complet de lecture à vue à l'usage de l'accordéoniste, 2 Bände, 1969
- En rondes et blanches, 28 pièces d'initiation pour débutants für Akkordeon, 1970
- Cinquante-quatre exercices de technique : le travail du rythme en accordéon, 1970
- 20 Etudes faciles d'après H. Bertini für zwei Accordéons de concert, 1978
- Accord parfait für Accordéon de concert, 1983
- 8 mini-lectures en recueil für Accordéon de concert, 1985
- D'un continent à l'autre für Accordéon de concert, 1985
- 8 mini-études en recueil für Accordéon de concert, 1988
- 54 Exercices de technique. Le travail du rythme

### Transkriptionen für Akkordeon
- Œuvres classiques pour accordéon, transcription et doigtés, 3 Bände, 1970–71
- Claude Debussy (1862-1918), transcriptions pour accordéon, 1987
- Alexandre Scriabine (1872-1915), transcriptions pour accordéon, 1987